# E̲
Cette page contient des caractères spéciaux ou non latins. S’ils s’affichent mal (▯, ?, etc.), consultez la page d’aide Unicode.
E̲, ou E trait souscrit ou E souligné, est un graphème utilisé dans l’Orthographe des langues du Gabon et le Rapidolangue, dans l’écriture de l’oneida du sekani et du zapotèque de Rincón. Il s’agit de la lettre E diacritée d'un trait souscrit ; trait qui peut s'associer à celui que peut comporter la lettre précédente ou suivante comme si elles étaient soulignées d'un seul trait. Il est différent du E̱, E macron souscrit.

## Utilisation
L’Orthographe des langues du Gabon de 1999 recommande d’utiliser le E souligné pour transcrire le son /ɛ/, remplaçant le ‹ ɛ › de l’Alphabet scientifique des langues du Gabon de 1989.
Le système Rapidolangue, aussi utilisé au Gabon, utilise aussi le E souligné pour transcrire le son /ɛ/.
En oneida, ‹ e̲ › représente la forme murmurée de la même voyelle que ‹ e ›, c’est-à-dire une voyelle ouverte antérieure non arrondie murmurée.

## Représentations informatiques
Le E souligné peut être représenté avec les caractères Unicode suivants (commandes C0 et latin de base, diacritiques) :
| formes    | représentations | chaînes de caractères | points de code | descriptions                                         |
| --------- | --------------- | --------------------- | -------------- | ---------------------------------------------------- |
| capitale  | E̲               | E◌̲                    | U+0045 U+0332  | lettre majuscule latine e diacritique trait souscrit |
| minuscule | e̲               | e◌̲                    | U+0065 U+0332  | lettre minuscule latine e diacritique trait souscrit |